# リカルド・フラー
リカルド・ドウェイン・フラー（Ricardo Dwayne Fuller, 1979年10月31日 - ）は、ジャマイカ・キングストン出身の元同国代表サッカー選手。現役時代のポジションはフォワード。

## 経歴

### 初期の経歴
フラーは1979年10月31日にジャマイカ、キングストンで生まれた。1999年にはジャマイカン・ナショナルプレミアリーグのティヴォリ・ガーデンズFCに入団した。2000年にはサッカージャマイカ代表に初招集され、2012年まで10番を与えられた。2001年2月には100万ポンド（約1億7700万円）の移籍金でイングランド3部リーグのクリスタル・パレスFCに移籍した。
クリスタル・パレスではひざを怪我し8試合にしか出場できなかったため、わずか一シーズンで再びティヴォリ・ガーデンズに戻ったフラーであったが、翌2001にはスコティッシュ・プレミアリーグのハート・オブ・ミドロシアンFCとレンタル契約を結ぶと、27試合出場で8得点と結果を残し、より良い移籍先を探すこととなった。
50万ポンドの移籍金でフラーを獲得したのはイングランド3部リーグのプレストン・ノースエンドFCであった。2002-03シーズンのデビュー戦で古巣クリスタル・パレスを2-1で破ると、20試合出場で11得点と高い得点率を見せ、フラーはチームの中心的選手となった。しかし、12月に再び膝を痛め、残りの試合を欠場した。2003-04シーズンも最初の5試合で6得点と活躍したが、またしても膝を痛めてしまった。それでも最終的にはシーズン19得点を挙げる活躍を見せ、プレミアリーグ加入チームへの移籍を狙うこととなった。

### ポーツマスFC
リーズ・ユナイテッドAFCとポーツマスFCがフラーに興味を示したが、フラーの膝の状態が芳しくないことから、両チームとも一度は獲得を見送った。しかし、当時のポーツマス監督ハリー・レドナップの要望により、2004年8月に移籍金100万ポンドと出場給契約でポーツマスに移籍することとなった。
しかし、新天地でフラーはまったく力を発揮することが出来なかった。この年のポーツマスはFWのヴァンサン・ペリカールやスヴェトスラフ・トドロフの負傷欠場があったにもかかわらず、フラーはレギュラーの座を勝ち取ることが出来ず、シーズンを通して1得点しか決めることが出来なかった。そのためフラーは翌年構想外となったが、彼の獲得に尽力した監督のレドナップがサウサンプトンFC監督に招聘されたため、再びレドナップに請われ9万ポンドの移籍金でサウサンプトンに移籍した。

### サウサンプトンFC
このシーズン2部リーグに所属していたサウサンプトンでフラーは2005年8月29日の対コヴェントリー・シティFC戦で得点し幸先良いデビューを飾ると、9月18日のダービー・カウンティFC戦でもゴールを決めた。しかし徐々に成績が降下し、たびたびチームの方針に不平を述べるなどの問題行動を起こしたため、ホームゲームにもかかわらずファンにブーイングを浴びることとなった。そうしたチームとの不和もあり、フラーは2006年2月に同じく2部のイプスウィッチ・タウンFCへとレンタル移籍した。レンタル移籍先のイプスウィッチ・タウンでは3試合で2得点を決める活躍を見せたが、同時にイエローカードを2枚、レッドカードを1枚受けてしまった。イプスウィッチ・タウンで良くも悪くも活躍したフラーは3月末にサウサンプトンFCに復帰した 。
サウサンプトン復帰後はシーズン最後の6試合に出場し6得点を決める活躍を見せ、4月のチャンピオンシップ月間最優秀選手賞を受賞した。しかし翌シーズンから指揮を執ることとなったジョージ・バーレイのチーム構想から外れたため、2006年8月31日にストーク・シティFCへ移籍することとなった。

### キャリア晩年
2014-15シーズンを以てミルウォールFCを退団しフリーとなったが、2015年10月16日にフットボールリーグ1のオールダム・アスレティックAFCと3か月間の短期契約を結んだ。
2016年5月16日に開催されたアンディ・ウィルキンソンのメモリアルマッチに参加し、同試合後に現役引退を表明した。

## タイトル
- SPL月間最優秀選手 : 2001.12
- チャンピオンシップ月間最優秀選手 : 2006.4
- PFAチャンピオンシップ年間ベストイレブン : 2007-08